# Улица Степана Разина (Торжок)
Улица Степа́на Ра́зина — улица в историческом центре Торжка. Проходит на юг от Ильинской площади и улицы Дзержинского до Тверецкой набережной. Пересекает улицы Карла Маркса, Садовую, Пушкина, Демьяна Бедного, Максима Горького, примыкает площадь Революции. На начальном участке сохраняет историческую застройку XVIII—XIX веков.

## История
Современная улица объединяет две исторических улицы. Первая из них — участок от Ильинской до Воздвиженской церкви, и до Октябрьской революции она назвалась Дворцовой, по Путевому дворцу, мимо которого проходила. При этом в документах конца XVIII века зафиксировано также название Новоильинская улица (от названия Ильинской улицы и церкви). Вторая улица проходила на юг от Воздвиженской церкви до набережной Тверцы и многократно меняла названия. В 1800-х гг. она названа Новоникольской по Никольской церкви, находящейся на пересечении с современной улицей Максима Горького. В 1881 году встречается название Никольская (при этом ранее Никольской называлась современная улица Демьяна Бедного). В то же время в конце XIX — начале XX веков улица называлась Трёхцерковной. На ней находились Никольская, Дмитровская и Воздвиженская церкви. В марте 1919 года Трёхцерковная улица переименована в честь Степана Разина, позднее к ней была присоединена и Дворцовая улица. Кроме того, к улице стала относиться и застройка бывшего Бульварного переулка, который ранее проходил перпендикулярно улице вдоль северной ограды Путевого дворца до Бульварной улицы, ныне улица Красная Гора.

## Примечательные здания и сооружения
По нечётной стороне
- № 35 — жилой дом, сер. XIX в., объект культурного наследия регионального значения.

По чётной стороне
- № 24 — Путевой дворец, 1770-e гг., XIX в., объект культурного наследия регионального значения.
- № 26 — южный флигель Путевого дворца, 1770-e гг., XIX в., объект культурного наследия регионального значения.
- № 28 — северный флигель Путевого дворца, 1770-e гг., XIX в., объект культурного наследия регионального значения.
- № 32 (также улица Красный Городок) — Воскресенский монастырь, объект культурного наследия федерального значения.
- № 32 — Воздвиженская церковь, 1750—1788 гг., объект культурного наследия федерального значения.
- № 34 — жилой дом, 1-я пол. XIX в., выявленный объект культурного наследия.
- № 74 — Никольская церковь, 1778—1784 гг., 1850 г., объект культурного наследия федерального значения.